# Санхурхо, Хосе

Хосе Санхурхо

Хосе́ Санху́рхо-и-Сакане́ль (исп. José Sanjurjo y Sacanell; 28 марта 1872, Памплона — 20 июля 1936, Эшторил, близ Лиссабона) — испанский военачальник, генерал. Организовал и возглавил попытку военного переворота, которая привела к началу Гражданской войны в Испании.

## Биография
Получив военное образование, служил на Кубе (1896), участвовал в боях против повстанцев, за отличия был произведён в капитаны. Затем был участником испано-американской войны 1898 года, после поражения в которой вернулся в Испанию.
С 1909 года был участником нескольких военных кампаний в Марокко, в том числе в отвоевывании потерянных территорий в районе Мелильи после поражения испанской армии при Аннуале в 1921 году. С 1922 года командовал испанскими войсками в Лараче, занимаясь при этом расследованием случаев коррупции в интендантстве. В 1925 году принимал участие в высадке на Алусемас — решающем сражении Рифской войны. Был назначен Верховным комиссаром Испании в Марокко. За военные заслуги король Альфонс XIII присвоил ему титул маркиза Рифского. При этом Санхурхо пользовался в армии популярностью, в частности, за свой демократизм в отношениях с подчинёнными. Его политический противник Игнасио Идальго де Сиснерос называл генерала «простым, скромным, не имевшим сеньорских замашек».
С 1928 года генерал-лейтенант Санхурхо командовал Гражданской гвардией (жандармерией). После неудачных для монархистов муниципальных выборов в крупных городах в апреле 1931 года он отказался поддержать короля (несмотря на то, что 28 марта 1931 года он был награждён Большим крестом Карла III), чем способствовал свержению монархии. Первоначально сохранил свой пост, но вскоре вступил с конфликт с премьер-министром и военным министром Мануэлем Асаньей, негативно воспринимая его реформы в армии, а также назначение гражданского политика Лопеса Феррера верховным комиссаром Испании в Марокко. Кроме того, в конце 1931 — начале 1932 года произошли драматические события в Кастильбланко и Арнедо. В первом случае четверо гражданских гвардейцев застрелили рабочего-демонстранта и сами были убиты другими участниками демонстрации. Во втором гражданские гвардейцы расстреляли митинг рабочих, убив нескольких человек (это событие было расценено в левой прессе как месть за драму в Кастильбланко). В результате Санхурхо был переведён на менее значимую должность командующего карабинерами (пограничниками и таможенниками), а главой Гражданской гвардии стал генерал Мигель Кабанельяс.
10 августа 1932 года Санхурхо возглавлял неудавшееся восстание (известное так же как «санхурхада») против правительства Асаньи. В восстании приняли участие правые военные, а также «карлисты» — наиболее консервативная часть монархистов. Добившись первоначального успеха в Севилье, восставшие потерпели поражение в Мадриде и не были поддержаны в других регионах страны. Поняв, что восстание потерпело поражение, Санхурхо вместе с одним из своих сыновей пытался бежать в Португалию, но был арестован в Уэльве, а затем приговорён к смерти, заменённой на пожизненное заключение.
После прихода к власти в ноябре 1933 года правоцентристского правительства он был амнистирован, однако президент Нисето Алькала Самора, возражавший против амнистии, добился отказа в восстановлении Санхурхо в армии. После освобождения из тюрьмы генерал был выслан в Португалию.
Когда в феврале 1936 года к власти в Испании вновь пришли левые, вместе с группой генералов задумал и подготовил широкомасштабный военный заговор. Погиб при крушении перегруженного двухместного самолета в первые дни восстания, начавшегося 17 июля 1936 года. На нём генерал намеревался вернуться в Испанию. Пилот-монархист Хуан Антонио Ансальдо предупредил своего знаменитого пассажира, что его багаж слишком тяжёл. Санхурхо ответил ему: Я должен буду облачиться в лучшие одеяния, как подобает новому правителю Испании.